# 名古屋市立山田中学校
名古屋市立山田中学校（なごやしりつ やまだちゅうがっこう）は、愛知県名古屋市西区八筋町にある公立中学校。

## 概要
名古屋市立山田小学校の隣接地にあり、災害などの避難場所として便利である。
当初は山田小学校からそのまま進学してきていたが、山田地区の名古屋市合併以降、土地区画整理事業および環状二号線などの道路建設や名古屋市営地下鉄鶴舞線の延伸と名鉄犬山線との相互乗り入れ開始などに伴う急激な都市化の進展と人口増加に伴い学区内の小学校の設立が相次いだ。山田東中学校や平田中学校の分離独立後の現在では、山田小学校と中小田井小学校からの進学を受け入れている。

## 沿革
- 1947年（昭和22年）4月1日 - 西春日井郡山田村大字上小田井字八筋851番地において、山田小学校に併設される形で愛知県西春日井郡山田村立山田中学校として開校[WEB 1]。
- 1948年（昭和23年）10月26日 - 新校舎竣工に伴い、山田小学校より移転[WEB 1]。
- 1955年（昭和30年）10月1日 - 山田村の名古屋市への合併に伴い、名古屋市立山田中学校と改称[WEB 1]。
- 1957年（昭和32年）2月9日 - 校歌制定[WEB 1]。
- 1966年（昭和41年）3月31日 - 平田地区に名古屋市立平田小学校が設立された[WEB 1]。
- 1969年（昭和44年）4月1日 - 比良地区に名古屋市立比良小学校が設立された[WEB 1]。
- 1971年（昭和46年）4月1日 - 大野木地区に名古屋市立大野木小学校が設立された[WEB 1]。
- 1973年（昭和48年）4月1日 - 大野木・比良地区の生徒急増に伴い名古屋市西区宝地町に分校を設置[WEB 1]。
- 1975年（昭和50年）4月1日 - 宝地町の分校が、名古屋市立山田東中学校として独立した[WEB 1]。また浮野地区に名古屋市立浮野小学校が設立された[WEB 1]。
- 1975年（昭和50年）10月15日 - 町名変更に伴い、所在地が名古屋市西区八筋町363番地の1に変更される[WEB 1]。
- 1981年（昭和56年）4月2日 - 平田・浮野地区の生徒急増に伴い名古屋市立平田中学校を分離独立させた[WEB 1]。
- 1984年（昭和59年）5月11日 - 山田地域スポーツセンター開所[WEB 1]。運動場に夜間照明灯設置[WEB 1]。
- 2022年（令和4年）度 - 体育館にエアコンが整備される予定[WEB 2][WEB 3]。

## 所在地
- 愛知県名古屋市西区八筋町363番地の1

## 部活動

### 運動部
- 野球部[WEB 4]
- サッカー部（男・女）[WEB 4]
- 卓球部（男・女）[WEB 4]
- バレーボール部（女）[WEB 4]
- ハンドボール部[WEB 4]
- バスケットボール部[WEB 4]
- 剣道部（男・女）[WEB 4]
- 和太鼓部(男・女)

### 文化部
- 和太鼓部（男・女）[WEB 4]
- 合唱部[WEB 4]
- 美術部（男・女）[WEB 4]
- ワープロ部（男・女）[WEB 4]

## 通学区域
山田小学校学区
- 赤城町[WEB 5]
- 市場木町[WEB 5]
- 上小田井1丁目～2丁目[WEB 5]
- 貴生町[WEB 5]
- 五才美町[WEB 5]
- 二方町[WEB 5]
- 南川町[WEB 5]
- 八筋町[WEB 5]

中小田井小学校学区
- あし原町[WEB 5]
- こも原町[WEB 5]
- 中小田井1丁目～5丁目[WEB 5]

### WEB
1. 1 2 3 4 5 6 7 8 9 10 11 12 13 14 15 16  名古屋市立山田中学校. “山田中学校の歴史”. 2015年2月25日閲覧。
2. ↑   “学校体育館空調設備にかかる設計について”. 名古屋市. (2021年5月28日) 2021年8月10日閲覧。
3. ↑  “中学、特別支援学校６０校の体育館にエアコン　冷房は２３年度から”. 中日新聞社. (2021年5月29日) 2021年6月21日閲覧。
4. 1 2 3 4 5 6 7 8 9 10 11  名古屋市立山田中学校. “名古屋市立山田中学校”. 2018年10月8日閲覧。
5. 1 2 3 4 5 6 7 8 9 10 11  “山田中学校 学区”.   家造.net. 2015年2月25日閲覧。